# Ca Sanromà
Ca Sanromà és una obra de Valls (Alt Camp) protegida com a Bé Cultural d'Interès Local.

## Descripció
Edifici situat entre mitgeres al carrer Cort. Es tracta d'una construcció de quatre altures, planta baixa i tres pisos. L'edifici ha estat molt remodelat, fins al punt de conservar només elements puntuals com és el balcó, amb el perfil motllurat i emmarcat per una barana metàl·lica amb un motiu decoratiu curvilini.